# كريستيان أرنسن
كريستيان أرنسن (بالنرويجية البوكمول: Christian Arnesen)‏ هو مصارع رياضي نرويجي، ولد في 26 يوليو 1890 في أوسلو في النرويج، وتوفي في 18 نوفمبر 1956.

## وصلات خارجية
- كريستيان أرنسن على موقع أوليمبيديا (الإنجليزية)